# فرودگاه اولیو هاویر
فرودگاه اولیو هاویر (به انگلیسی: Evelio Javier Airport) (به زبان بومی: Paliparang Evelio Javier) یک فرودگاه همگانی با کد یاتا EUQ است . این فرودگاه در کشور فیلیپین قرار دارد و در ارتفاع ۷ متری از سطح دریا واقع شده است.